# Раки-отшельники

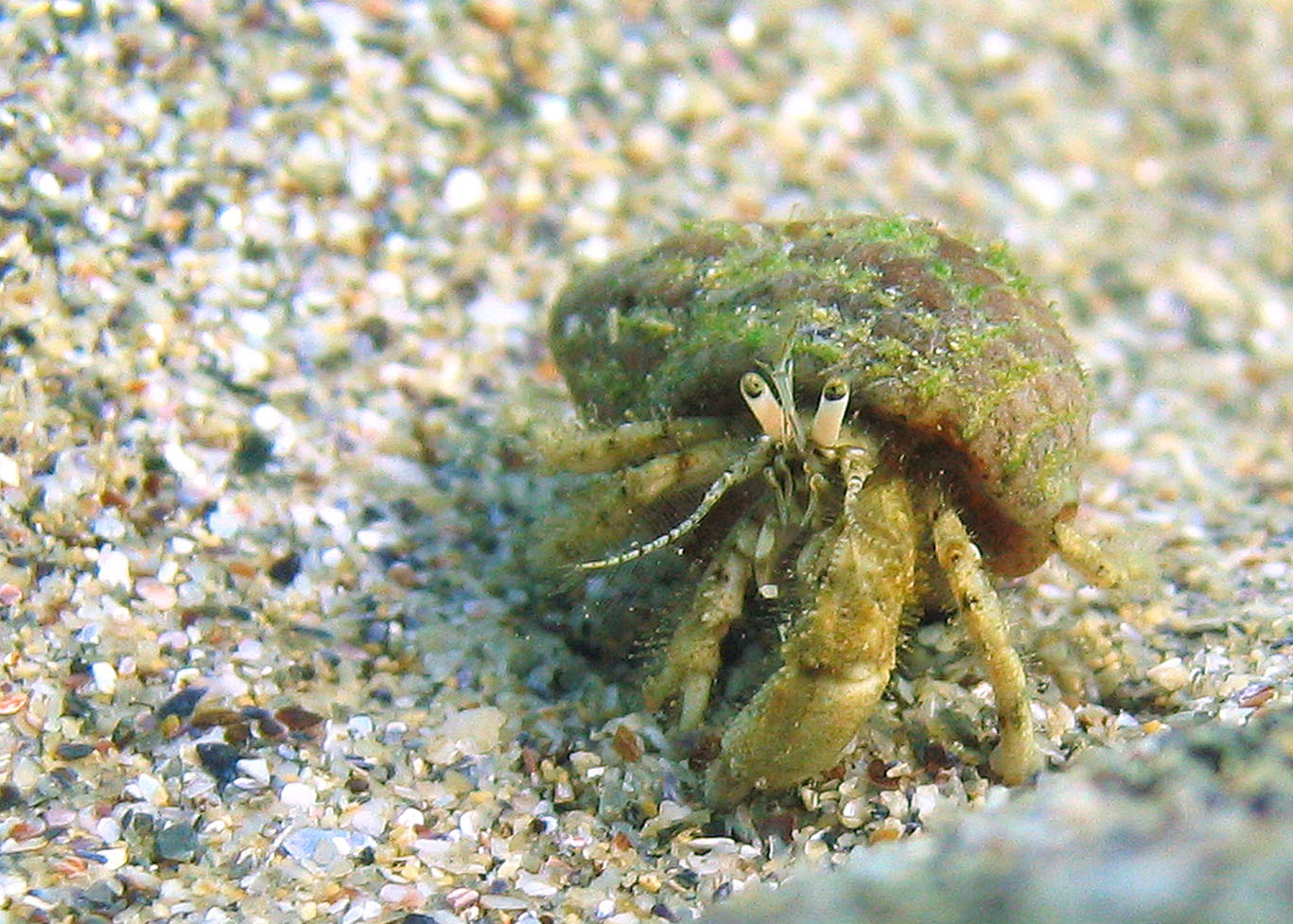

Ра́ки-отше́льники (лат. Paguroidea) — надсемейство десятиногих раков из инфраотряда неполнохвостых (Anomura). Большинство представителей используют в качестве укрытия пустые раковины брюхоногих моллюсков (а иногда и специально нападают на живых моллюсков, чтобы завладеть их домиками). Раки-отшельники обитают в приливно-отливной зоне и на мелководьях морей (до 80 метров). Некоторые во взрослом состоянии способны надолго покидать водную среду, возвращаясь лишь в период размножения. Описано около 450 видов. Некоторые представители, такие как пальмовый вор, не используют раковины в качестве убежища.

## Строение
Облик раков-отшельников во многом обусловлен обитанием в спирально закрученной раковине. Наружу из раковины торчат только три пары ходильных ног (переопод). Первая пара несёт клешни разных размеров. Более крупная клешня у многих представителей используется для затыкания входа в раковину. Четвёртая и пятая пары ходильных ног развиты слабее и служат для закрепления в раковине.
Брюшной отдел асимметричен (закручен вдоль спиральной оси) и, в отличие от головогруди, покрыт мягкой, необызвествлённой кутикулой. Исключение составляют лишь первый и последний (шестой) сегменты. Обычно правые конечности брюшного отдела (плеоподы) подвергаются значительной редукции, тогда как левые сохраняются и создают ток воды, благодаря которому через покрытые мягкой кутикулой покровы осуществляется газообмен. Таким образом, раковина выполняет не только функцию механической защиты, но и обеспечивает устойчивость к сухим средам. На левых конечностях брюшного отдела самки развиваются яйца.

## Питание
Морские раки-отшельники — хищники и падальщики. Они питаются кольчатыми червями, моллюсками, иглокожими, другими ракообразными, останками погибшей рыбы. Также фруктами и овощами, в неволе едят специальный корм.

## Раковины
Поскольку в ходе роста ракам-отшельникам необходимо менять раковину на более крупную, наличие и размеры пустых раковин в биотопе играют определяющую роль в популяционных процессах. Показано, что у некоторых видов процесс линьки запускается только после того, как рак выбирает себе новую раковину.

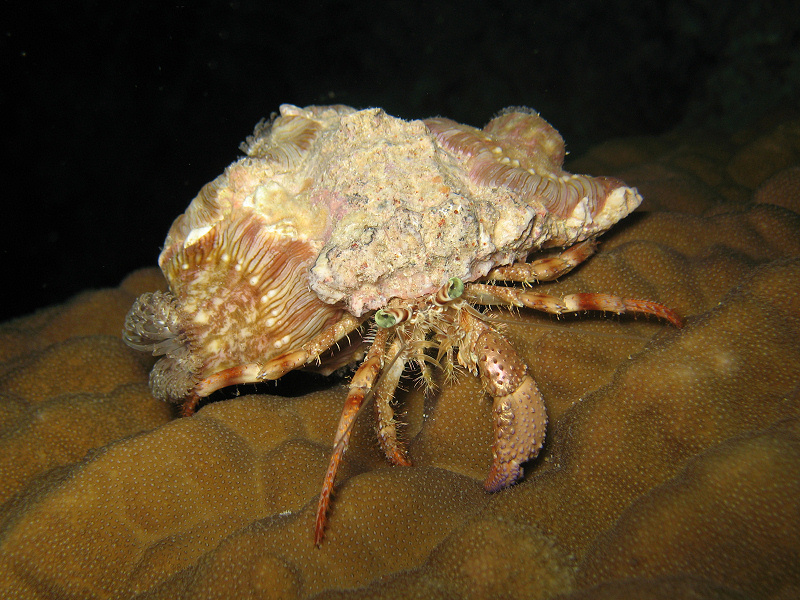
Рак-отшельник Dardanus pedunculatus с актиниями на поверхности раковины.

Многие раки-отшельники помещают на свою раковину актиний, которые служат им средством защиты от врагов. Поскольку актинии получают доступ к остаткам пищи раков и в то же время используют их как средство передвижения, такое сожительство часто приводят в качестве примера взаимовыгодного симбиоза — протокооперации.

## Классификация
По данным World Register of Marine Species, на май 2025 года в надсемействе выделяют 8 семейств:
- Coenobitidae Dana, 1851
- Diogenidae Ortmann, 1892
- Lithodidae Samouelle, 1819
- Paguridae Latreille, 1802
- Parapaguridae Smith, 1882
- Pylochelidae Spence Bate, 1888
- Pylojacquesidae McLaughlin & Lemaitre, 2001
- Xylopaguridae Gašparič, Fraaije, Robin & de Angeli, 2016